# Liolaemus pseudolemniscatus
Espèce
Statut de conservation UICN

 LC  : Préoccupation mineure
Liolaemus pseudolemniscatus est une espèce de sauriens de la famille des Liolaemidae.

## Répartition
Cette espèce est endémique de la province de Choapa dans la région de Coquimbo au Chili. On la trouve entre 25 et 2 100 m d'altitude.

## Description
C'est un saurien ovipare.

## Publication originale
- Lamborot & Ortiz, 1990 : Liolaemus pseudolemnicatus, a new species of lizard from north Chico Chile (Sauria: Tropiduridae). Gayana Zoologia, vol. 54, no 3-4, p. 135-142 (texte intégral).